# تمريض التوليد

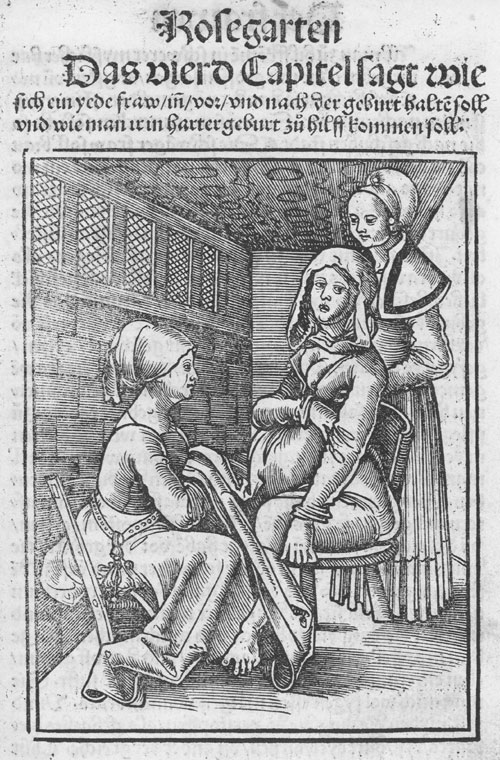

تمريض التوليد، والذي يُطلق عليه أيضًا تمريض الفترة المحيطة بالولادة، أحد تخصصات التمريض التي تعمل مع المرضى الذين يحاولون الحمل، أو حاملين حاليًا، أو قد خضعوا للولادة مؤخرًا. تساعد الممرضات التوليدية على توفير الرعاية والاختبار قبل الولادة، ورعاية المرضى الذين يعانون من مضاعفات الحمل، والرعاية أثناء المخاض والولادة، ورعاية المرضى بعد الولادة. تعمل ممرضات التوليد عن كثب مع أطباء التوليد والقابلات والممرضين والممرضات. كما أنها توفر الإشراف على فنيي رعاية المرضى والتقنيين الجراحيين.
تقوم ممرضات التوليد بإجراء رعاية ما بعد الجراحة على وحدة جراحية، وتقييمات اختبار الإجهاد، ومراقبة القلب، ومراقبة الأوعية الدموية، والتقييمات الصحية. مطلوب ممرضات التوليد لامتلاك مهارات متخصصة مثل مراقبة الجنين الإلكترونية، واختبارات عدم الإجهاد، وإنعاش الأطفال حديثي الولادة، وإدارة الدواء عن طريق التنقيط الوريدي المستمر.
من المتوقع أيضًا أن تكون ممرضات التوليد مفصّلة ومنظّمة نظرًا لأن لديهم عادة أكثر من مريض واحد للتعامل معه في وقت واحد. إن قوتهم العقلية والبدنية مهمة لأن الممرضات يعملن لساعات طويلة دائمًا ويتعين عليهن أيضًا أداء مهامهن بخبرة. يجب أن تكون الممرضات مستقرة عاطفيا لأنهن سيتعين عليهن التعامل مع حالات الطوارئ والخسائر. أخيرًا، يحتاجون إلى مهارات التفكير النقدي لأن صحة المريض يمكن أن تتغير في لحظة ويجب أن يكونوا على استعداد لمعرفة ما يجب القيام به بسرعة وبدقة.
تعمل ممرضات التوليد في العديد من البيئات المختلفة مثل المكاتب الطبية، وعيادات ما قبل الولادة، ووحدات المخاض والولادة، ووحدات ما قبل الولادة، ووحدات ما بعد الولادة، وغرف العمليات، والبحوث السريرية.
في الولايات المتحدة وكندا، فإن منظمة التمريض المهنية للممرضات التوليد هي جمعية صحة المرأة، وتمريض النساء والولادة (AWHONN).

## شهادة تمريض التوليد
تقدم الشركة الوطنية لإصدار الشهادات (NCC) شهادات لممرضات الولادة. وتشمل هذه التوليد الداخلي للمرضى الداخليين، وهي شهادة تسمح الممرضات الخريجين الذين أكملوا درجة البكالوريوس في الولايات المتحدة أو كندا، الذين يرغبون في التوسع في التوليد. إنه اختبار عبر الإنترنت يكلف حوالي 325 دولارًا، وفي نهاية الأمر سيكسبون شهادات RNC-OB.
تمريض الأمهات حديثي الولادة هو اختبار آخر عبر الإنترنت مخصص للممرضين والممرضات المسجلين، الذين أكملوا درجة البكالوريوس في التمريض واكتسبوا خبرة في مجال تمريض حديثي الولادة، ويريدون الحصول على شهادة / مؤهل في المنطقة. تبلغ تكلفة الاختبار حوالي 325 دولارًا ولديهم نافذة مدتها 90 يومًا لإكمال الاختبار الفعلي ومراقبة الجنين إلكترونياً (C-EFM). هذه الشهادة، مثل الشهادة الأخرى، هي امتحان استشهاد عبر الإنترنت، لطلاب تمريض الدراسات العليا في الولايات المتحدة وكندا. للقيام بالشهادة عبر الإنترنت، يُطلب منهم إما أن يكونوا ممرضًا مسجلاً أو ممرضًا ممرضًا أو ممرضة قابلة أو طبيبًا أو مساعدًا طبيًا أو مساعدًا طبيًا، وفقًا لمتطلبات الولايات المتحدة وكندا.

## الشهادات والمتطلبات الأسترالية
يلزم الحصول على درجة البكالوريوس في التمريض و/أو القبالة لتصبح ممرضة التوليد أو الفترة المحيطة بالولادة في أستراليا. يوجد في أستراليا وحدها 32 جامعة مختلفة تقدم التمريض كدرجة جامعية، مثل الجامعة الكاثوليكية الأسترالية وجامعة تشارلز داروين وجامعة نوتردام في أستراليا. بمجرد الانتهاء من دراستهم، يتعين عليهم إكمال درجة الماجستير في التمريض. يلزم الحصول على درجة البكالوريوس والوظائف كممرضات / قابلات مرخصات من أجل أن يتم قبولهن للحصول على درجة الماجستير. هناك 24 جامعة مختلفة في أستراليا تقدم درجة الماجستير في التمريض، بما في ذلك جامعة إديث كوان وجامعة موناش وجامعة جيمس كوك وجامعة كانبيرا.